# Fläckdrillsnäppa
Fläckdrillsnäppa (Actitis macularia) är Nordamerikas mest spridda vadare. Den är systerart till drillsnäppan (A. hypoleucos) som förekommer i Europa och Asien. Fläckdrillsnäppan är en sällsynt gäst i Europa, bland annat i Sverige. IUCN kategoriserar den globalt som livskraftig. Liksom drillsnäppan känns den igen på sina gungande kroppsrörelser och den stela flykten tätt ovanför vattenytan.

## Utseende

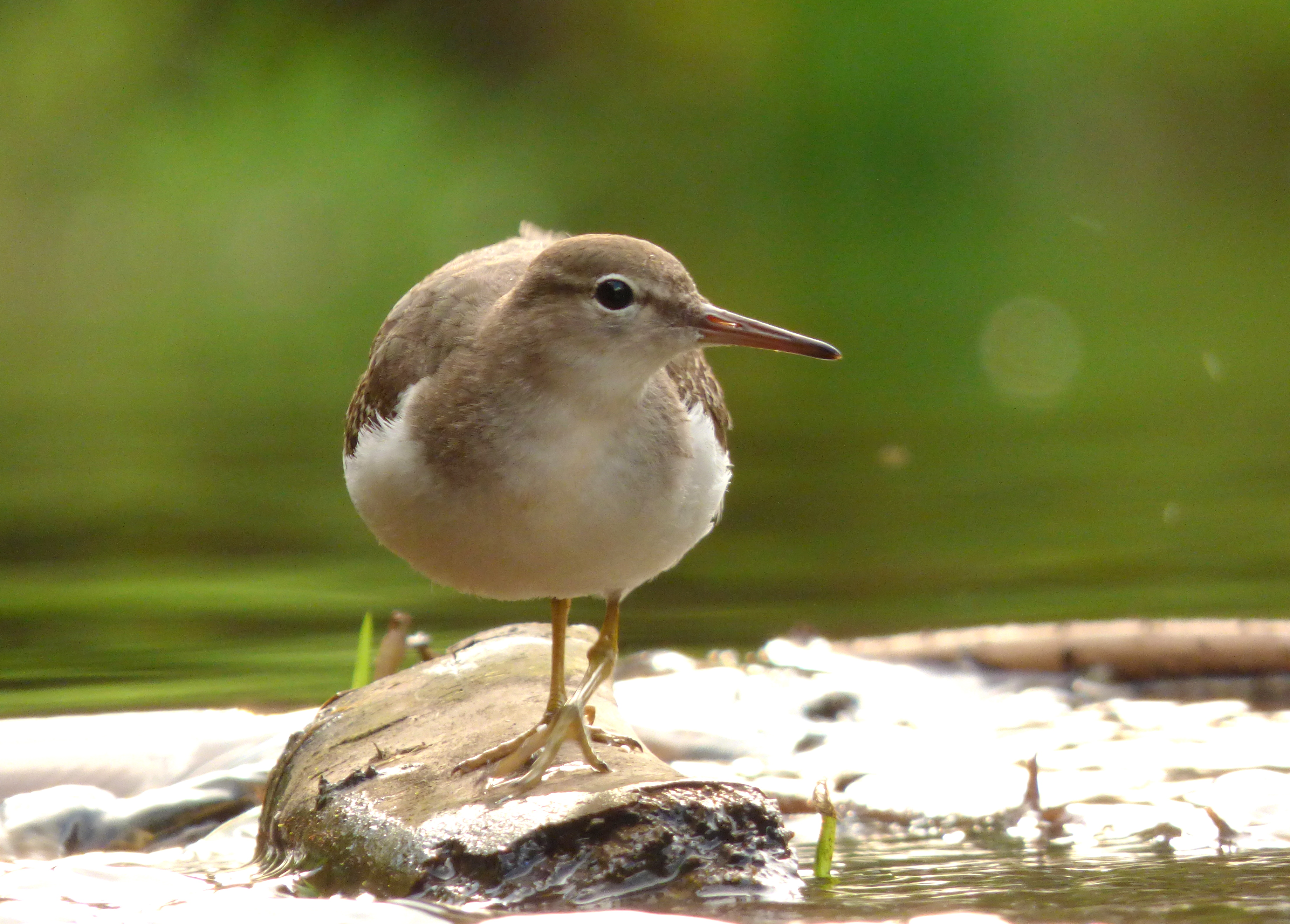
Adult i vinterdräkt.

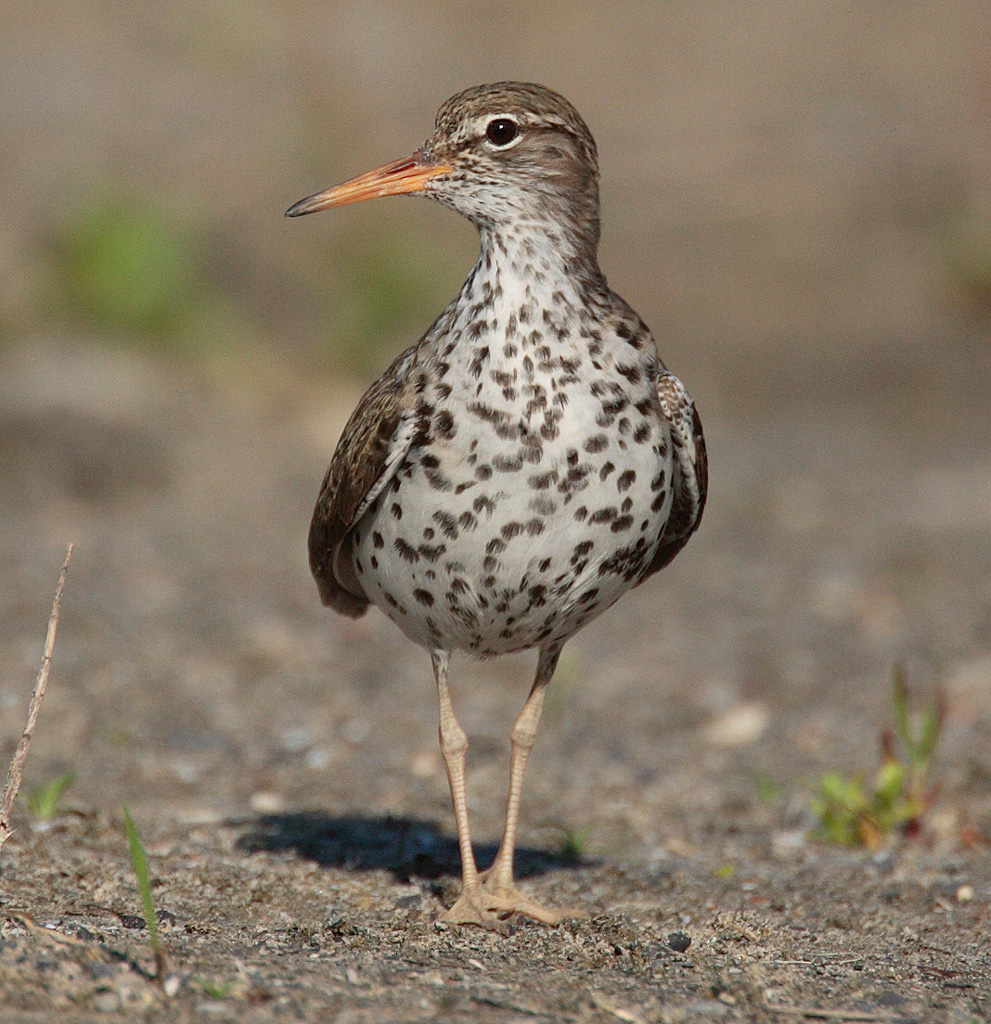
Adult i häckningsdräkt.

Fläckdrillsnäppan är en liten vadare som mäter 18–20 cm. De adulta fåglarna har gula ben och en orange näbb med svart spets. Kroppen är brun på ovansidan och vit under med svarta fläckar. Utanför häckningstid saknar den de svarta fläckarna och är då väldigt lika den eurasiska drillsnäppan. Den skiljer sig genom benfärgen (drillsnäppans är bruna eller grågröna), avsaknad av sågtandade tertialkanter och kortare stjärt. I flykten syns att vingbandet olikt drillsnäppan är otydligt på innerdelen av vingen. Det som de båda Actitis-arterna har gemensamt är att de båda flyger med mycket stela vingar lågt ovanför vattenytan och de ses sällan i flock.

## Läte
Fläckdrillsnäppans läte är likt drillsnäppans, men har ofta en kort och hård vissling som drillsnäppan saknar, "kitt" eller dubbla "piit-viit", mer likt skogssnäppan i tonen.

## Utbredning
Fläckdrillsnäppor är flyttfåglar som häckar i större delen av Kanada och USA. Vintertid flyttar den till södra USA och söderut till Sydamerika. 
Arten är en sällsynt men återkommande gäst i västra Europa, oftast under sensommaren eller hösten. I Azorerna förekommer den numera regelbundet med cirka 20 fynd årligen. Den har även gjort ett häckningsförsök i Skottland. Tillfälligt har den påträffats så långt österut som Turkiet.

### Förekomst i Sverige
Fläckdrillsnäppan har påträffats sammanlagt åtta gånger i Sverige, senast en långstannande individ som uppehöll sig på skånska Rinkaby skjutfält från november 2014 till april 2015.

## Taxonomi och systematik
Fläckdrillsnäppan beskrevs som art 1766 av Carl von Linné som Tringa macularia. Tillsammans med sin systerart drillsnäppan bildar de släktet Actitis som står närmast Tringa-vadarna. Dessa båda arter ersätter varandra geografiskt, men det förekommer att felflugna individer av motsatta arter hybridiserar med varandra.

## Levnadssätt
Fläckdrillsnäppan hittas utmed nästan vilket vattendrag som helst, alltifrån floder, dammar och sjöar till klippiga kuster. Den födosöker på marken eller i vattnet, eller fångar insekter i luften, hela tiden konstant nickande och vippande. Födan består av insekter, kräftdjur och andra ryggradslösa djur.

### Häckning
Honan anländer före hanen till häckningsplatsen, och det är också honan som etablerar och försvarar reviret. Boet placeras nära vatten, typiskt i skuggan av en storbladig växt, och gärna i närheten av en fisktärnekoloni. Boet är en uppskrapad grop i marken som fodras med dött gräs och mer vedartad material. Ofta inleds bobygget av honan och avslutas av hanen. Däri lägger honan tre till fem ägg som ruvas av hanen i 19–22 dagar. Det är också hanen som tar hand om ungarna när de kläckts.

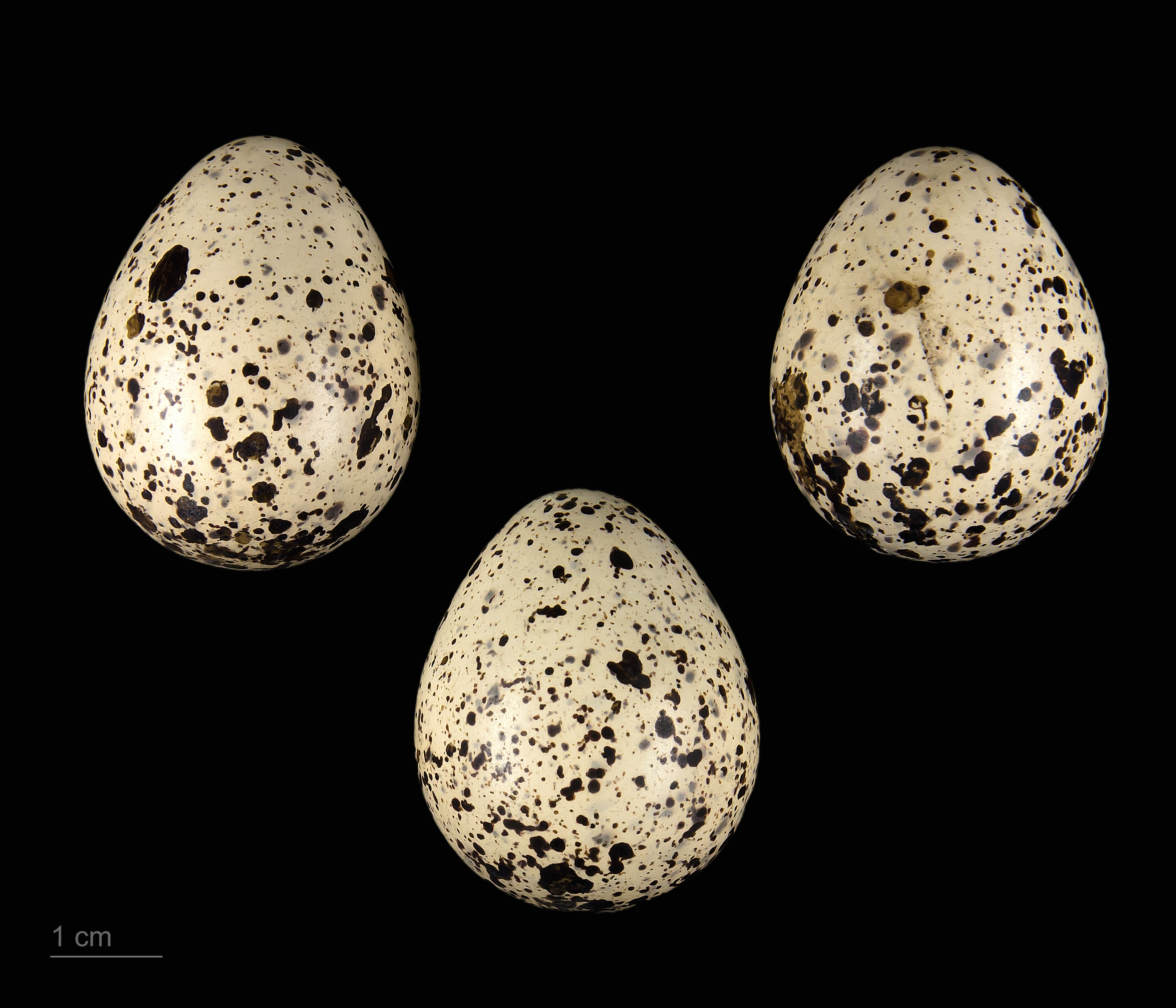
Fläckdrillsnäppans ägg.

Ibland har fläckdrillsnäppan ett polyandriskt häckningsbeteende, där honan parar sig med upp till fyra hanar som var och en tar hand om ungarna i vardera bo. Honan kan spara sperma i upp till en månad, vilket gör att de ägg hon lägger i en viss hanens bo kan vara ett resultat av en parning med en annan hane.

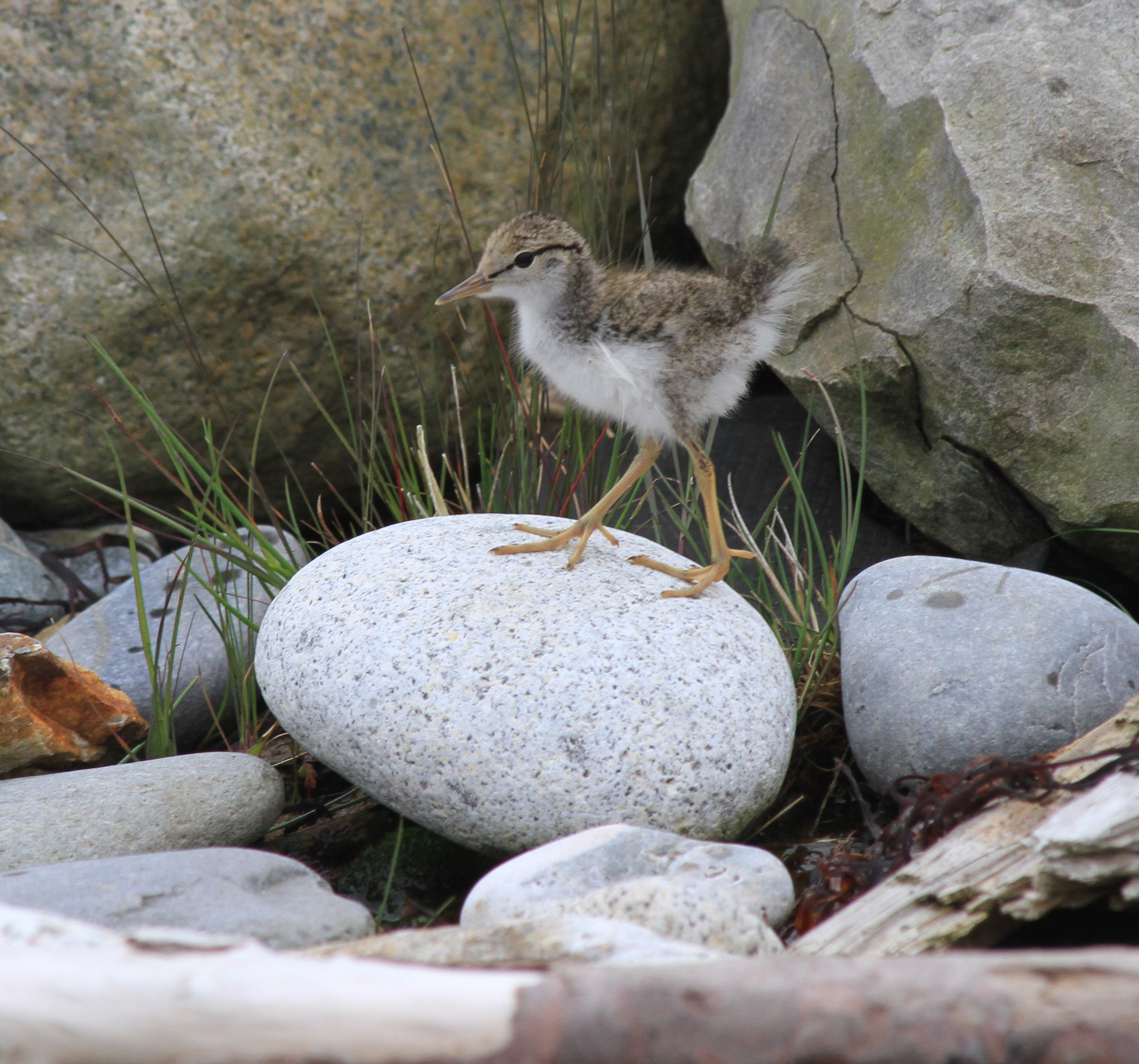
Unge fläckdrillsnäppa.

## Status
Arten har ett stort utbredningsområde och beståndet anses vara stabilt. Internationella naturvårdsunionen IUCN listar den därför som livskraftig (LC). I en studie från 2012 uppskattas den nordamerikanska populationen bestå av 660 000 häckande individer.

## Namn
Fläckdrillsnäppans vetenskapliga artnamn macularius betyder "befläckad", efter latinets macula för "fläck".